# Morand (Indre-et-Loire)
Pour les articles homonymes, voir Morand.
Morand est une commune française située dans le département d'Indre-et-Loire, en région Centre-Val de Loire.

## Géographie
| Saunay              | Saint-Cyr-du-Gault Loir-et-Cher | Saint-Nicolas-des-Motets |
|                     | Morand                          |                          |
| Auzouer-en-Touraine | Autrèche                        | Dame-Marie-les-Bois      |

### Hydrographie

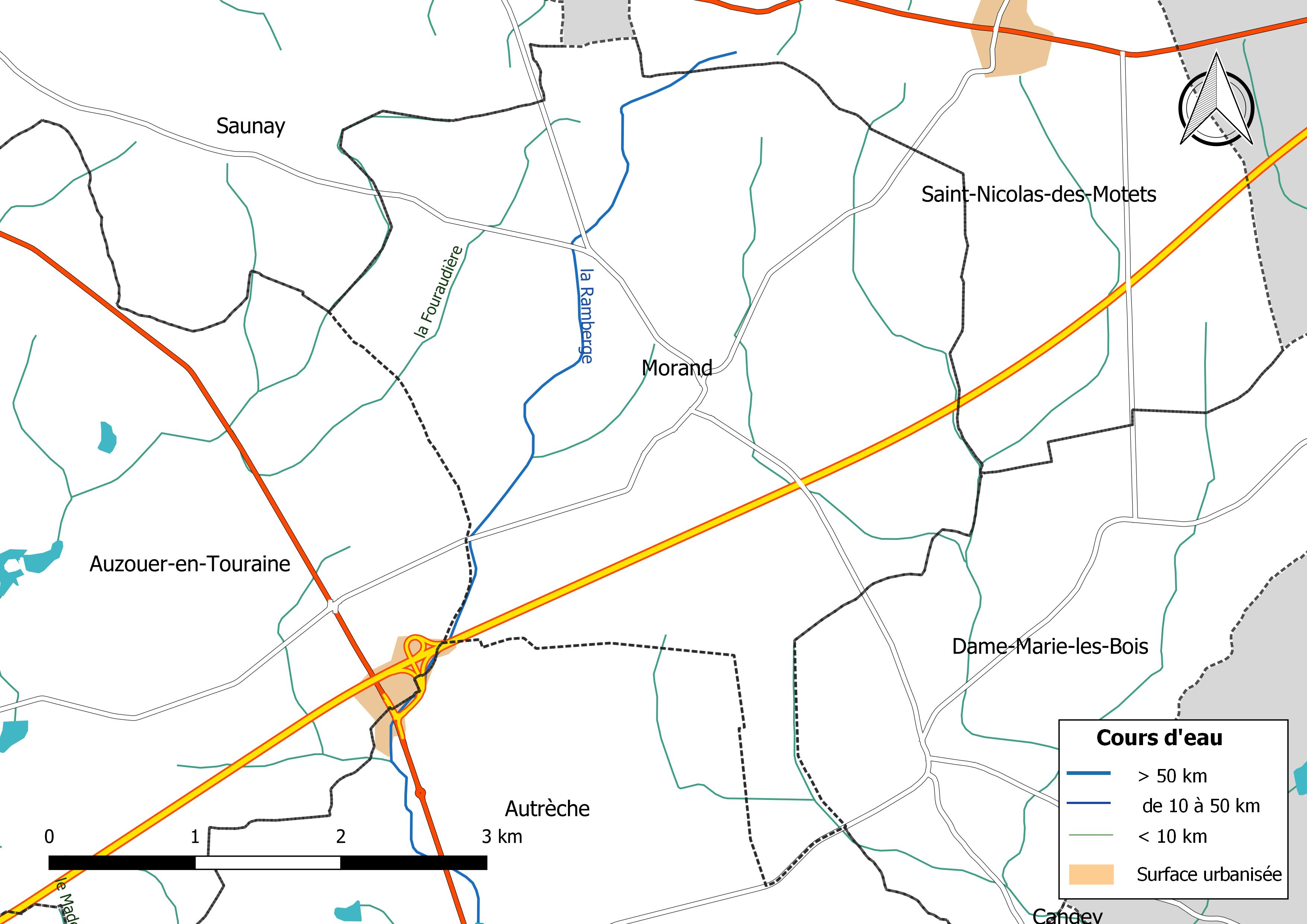
Réseau hydrographique de Morand.

Le réseau hydrographique communal, d'une longueur totale de 18,32 km, comprend un cours d'eau notable, la Ramberge (4,809 km), et huit petits cours d'eau dont la Fouraudière (2,353 km),.
La Ramberge, d'une longueur totale de 22,3 km, prend sa source dans la commune des Saint-Nicolas-des-Motets et se jette dans la Cisse à Pocé-sur-Cisse, après avoir traversé 7 communes. 
Sur le plan piscicole, la Ramberge est classée en deuxième catégorie piscicole. Le groupe biologique dominant est constitué essentiellement de poissons blancs (cyprinidés) et de carnassiers (brochet, sandre et perche).

## Toponymie
La forme la plus ancienne de « Morand » date du XIe siècle et concerne la Chronique d'Anjou. Elle a été publiée par les Bollandistes au XVIIIe siècle : Casamentum vocatur, nunc (a) vero Villa Moranni, la note de bas de page dit qu'il peut aussi se rencontrer la forme Villa Maurencii.  Au XIXe siècle, dans le même texte étudié par les Bollandistes, Marchegay & Salmon trouveront 4 fois Casamentum et une fois Caramentum. M.-Th. Morlet, au XXe siècle, associera les trois noms : Caramentum seu Casamentum seu villa Moranni,  c'est-à-dire que le village se serait appelé en latin Caramentum ou Casamentum ou, plus tard villa Moranni, et c'est ce dernier nom qui sera conservé.

### Climat
Pour des articles plus généraux, voir Climat du Centre-Val de Loire et Climat d'Indre-et-Loire.
En 2010, le climat de la commune est de type climat océanique dégradé des plaines du Centre et du Nord, selon une étude du CNRS s'appuyant sur une série de données couvrant la période 1971-2000. En 2020, Météo-France publie une typologie des climats de la France métropolitaine dans laquelle la commune est exposée à un climat océanique altéré et est dans la région climatique Moyenne vallée de la Loire, caractérisée par une bonne insolation (1 850 h/an) et un été peu pluvieux.
Pour la période 1971-2000, la température annuelle moyenne est de 11,1 °C, avec une amplitude thermique annuelle de 15 °C. Le cumul annuel moyen de précipitations est de 686 mm, avec 11 jours de précipitations en janvier et 6,7 jours en juillet. Pour la période 1991-2020, la température moyenne annuelle observée sur la station météorologique de Météo-France la plus proche, sur la commune de Saunay à 5 km à vol d'oiseau, est de 12,0 °C et le cumul annuel moyen de précipitations est de 657,3 mm,. Pour l'avenir, les paramètres climatiques de la commune estimés pour 2050 selon différents scénarios d'émission de gaz à effet de serre sont consultables sur un site dédié publié par Météo-France en novembre 2022.

## Urbanisme

### Typologie
Au 1er janvier 2024, Morand est catégorisée commune rurale à habitat dispersé, selon la nouvelle grille communale de densité à sept niveaux définie par l'Insee en 2022.
Elle est située hors unité urbaine. Par ailleurs la commune fait partie de l'aire d'attraction de Tours, dont elle est une commune de la couronne,. Cette aire, qui regroupe 162 communes, est catégorisée dans les aires de 200 000 à moins de 700 000 habitants,.

### Occupation des sols

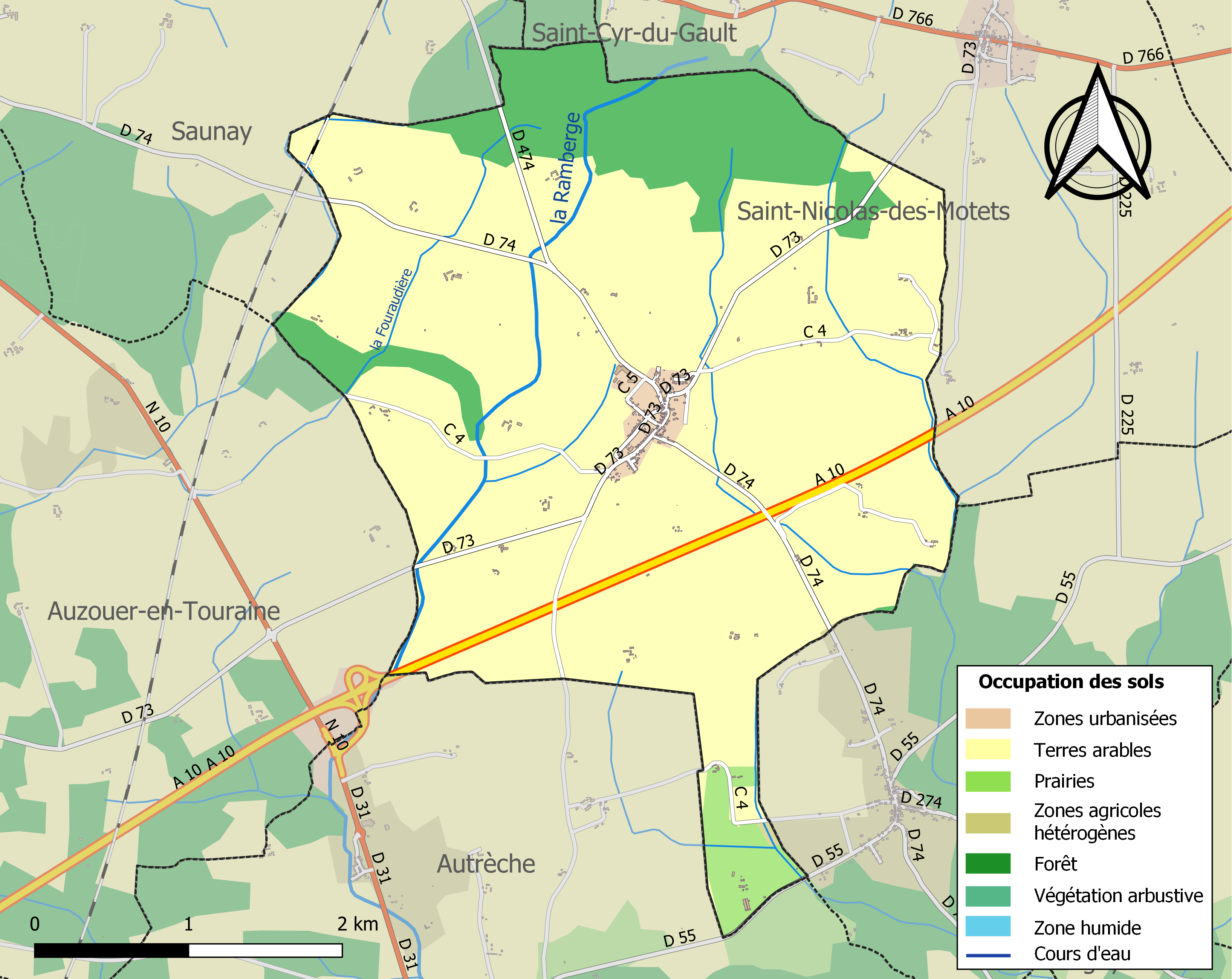
Carte des infrastructures et de l'occupation des sols de la commune en 2018 (CLC).

L'occupation des sols de la commune, telle qu'elle ressort de la base de données européenne d’occupation biophysique des sols Corine Land Cover (CLC), est marquée par l'importance des territoires agricoles (84,2 % en 2018), en diminution par rapport à 1990 (85,9 %). La répartition détaillée en 2018 est la suivante : 
terres arables (81,5 %), forêts (14,1 %), prairies (2,6 %), zones urbanisées (1,7 %), zones agricoles hétérogènes (0,1 %).
L'IGN met par ailleurs à disposition un outil en ligne permettant de comparer l’évolution dans le temps de l’occupation des sols de la commune (ou de territoires à des échelles différentes). Plusieurs époques sont accessibles sous forme de cartes ou photos aériennes : la carte de Cassini (XVIIIe siècle), la carte d'état-major (1820-1866) et la période actuelle (1950 à aujourd'hui).

### Risques majeurs
Le territoire de la commune de Morand est vulnérable à différents aléas naturels : météorologiques (tempête, orage, neige, grand froid, canicule ou sécheresse) et séisme (sismicité très faible). Un site publié par le BRGM permet d'évaluer simplement et rapidement les risques d'un bien localisé soit par son adresse soit par le numéro de sa parcelle.

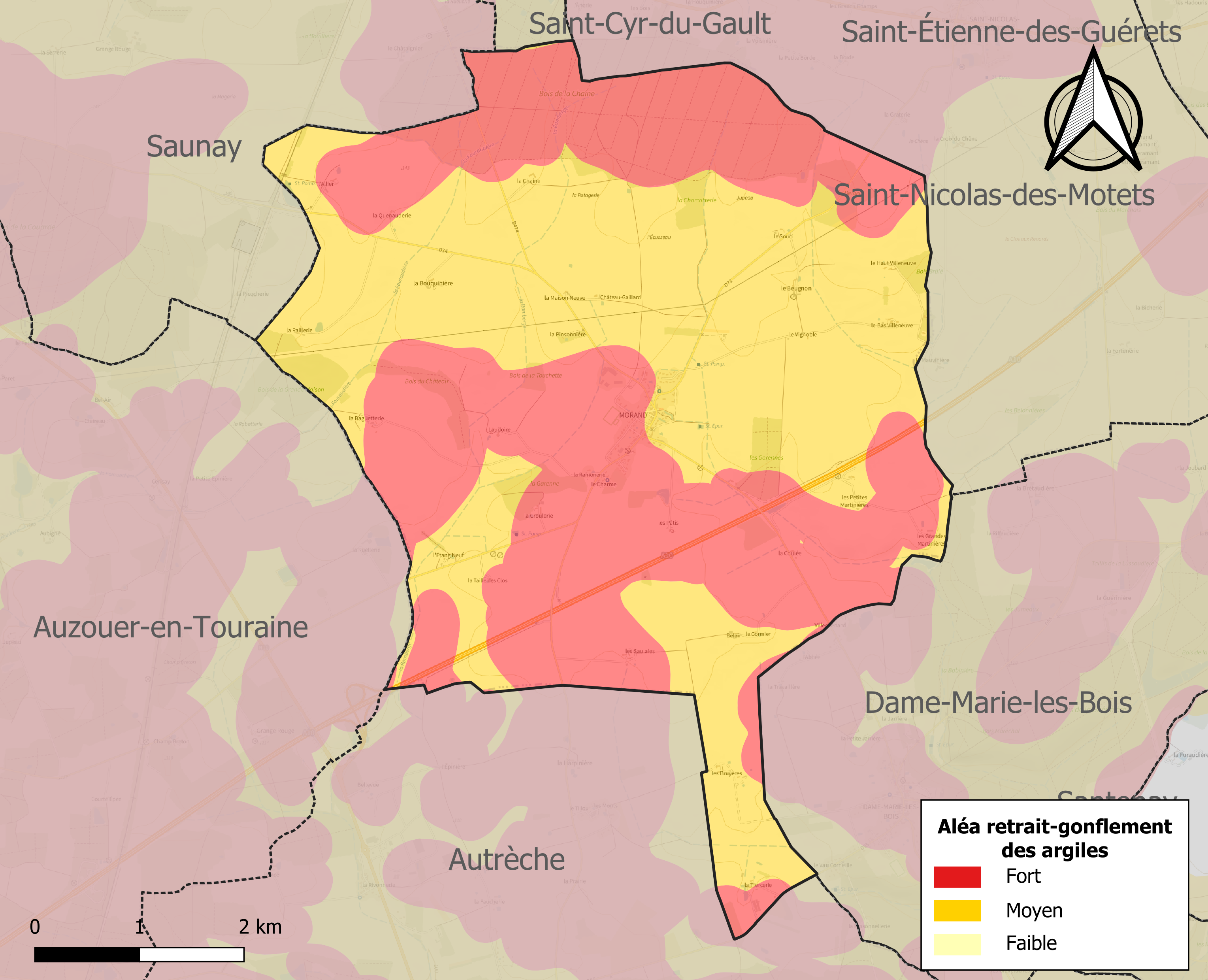
Carte des zones d'aléa retrait-gonflement des sols argileux de Morand.

Le retrait-gonflement des sols argileux est susceptible d'engendrer des dommages importants aux bâtiments en cas d’alternance de périodes de sécheresse et de pluie. La totalité de la commune est en aléa moyen ou fort (90,2 % au niveau départemental et 48,5 % au niveau national). Sur les 157 bâtiments dénombrés sur la commune en 2019, 157 sont en aléa moyen ou fort, soit 100 %, à comparer aux 91 % au niveau départemental et 54 % au niveau national. Une cartographie de l'exposition du territoire national au retrait gonflement des sols argileux est disponible sur le site du BRGM,.
Concernant les mouvements de terrains, la commune a été reconnue en état de catastrophe naturelle au titre des dommages causés par des mouvements de terrain en 1999.

## Politique et administration
| Période                                  | Période         | Identité                  | Étiquette | Qualité      |
| ---------------------------------------- | --------------- | ------------------------- | --------- | ------------ |
|                                          | juillet 1805    | Mathieu Serreau           |           |              |
| juillet 1805                             | octobre 1807    | Emmanuel Peltereau        |           | Propriétaire |
| novembre 1807                            | décembre 1816   | Louis Latour              |           |              |
| janvier 1817                             | novembre 1817   | Gervais Delahaye          |           |              |
| novembre 1817                            | 29 avril 1840   | Charles Bouvet            |           | Charron      |
| août 1840                                | 30 juillet 1845 | Pierre Urbain Preteseille |           |              |
| septembre 1845                           | décembre 1848   | Louis Urbain Preteseille  |           |              |
| décembre 1848                            | juillet 1855    | Jean Baptiste Delahaye    |           | Bourrelier   |
| août 1855                                | août 18601880   | Louis Urbain Preteseille  |           |              |
| septembre 1860                           | mars 1863       | Joseph Louis Preteseille  |           |              |
| mars 1863                                | octobre 1876    | Jean Baptiste Delahaye    |           |              |
| novembre 1876                            | décembre 1880   | Joseph Preteseille        |           |              |
| janvier 1881                             | septembre 1885  | François Chevaye          |           |              |
| octobre 1885                             |                 | Jean Réau                 |           | Propriétaire |
|                                          |                 |                           |           |              |
| mars 2001                                | En cours        | Joël Deniau               | DVD       | Agriculteur  |
| Les données manquantes sont à compléter. |                 |                           |           |              |

## Population et société

### Démographie
L'évolution du nombre d'habitants est connue à travers les recensements de la population effectués dans la commune depuis 1793. Pour les communes de moins de 10 000 habitants, une enquête de recensement portant sur toute la population est réalisée tous les cinq ans, les populations de référence des années intermédiaires étant quant à elles estimées par interpolation ou extrapolation. Pour la commune, le premier recensement exhaustif entrant dans le cadre du nouveau dispositif a été réalisé en 2008.

En 2022, la commune comptait 348 habitants, en évolution de −1,14 % par rapport à 2016 (Indre-et-Loire : +1,67 %, France hors Mayotte : +2,11 %).
| 1793 | 1800 | 1806 | 1821 | 1831 | 1836 | 1841 | 1846 | 1851 |
| ---- | ---- | ---- | ---- | ---- | ---- | ---- | ---- | ---- |
| 356  | 378  | 373  | 366  | 392  | 392  | 397  | 374  | 367  |

| 1856 | 1861 | 1866 | 1872 | 1876 | 1881 | 1886 | 1891 | 1896 |
| ---- | ---- | ---- | ---- | ---- | ---- | ---- | ---- | ---- |
| 377  | 370  | 360  | 368  | 347  | 380  | 393  | 438  | 430  |

| 1901 | 1906 | 1911 | 1921 | 1926 | 1931 | 1936 | 1946 | 1954 |
| ---- | ---- | ---- | ---- | ---- | ---- | ---- | ---- | ---- |
| 392  | 386  | 376  | 310  | 307  | 322  | 333  | 301  | 256  |

| 1962 | 1968 | 1975 | 1982 | 1990 | 1999 | 2006 | 2008 | 2013 |
| ---- | ---- | ---- | ---- | ---- | ---- | ---- | ---- | ---- |
| 260  | 237  | 217  | 218  | 242  | 235  | 280  | 293  | 353  |

| 2018 | 2022 | - | - | - | - | - | - | - |
| ---- | ---- | - | - | - | - | - | - | - |
| 342  | 348  | - | - | - | - | - | - | - |

### Enseignement
Morand se situe dans l'Académie d'Orléans-Tours (Zone B) et dans la circonscription d'Amboise.
L'école primaire accueille les élèves de la commune.

## Culture locale et patrimoine

### Lieux et monuments

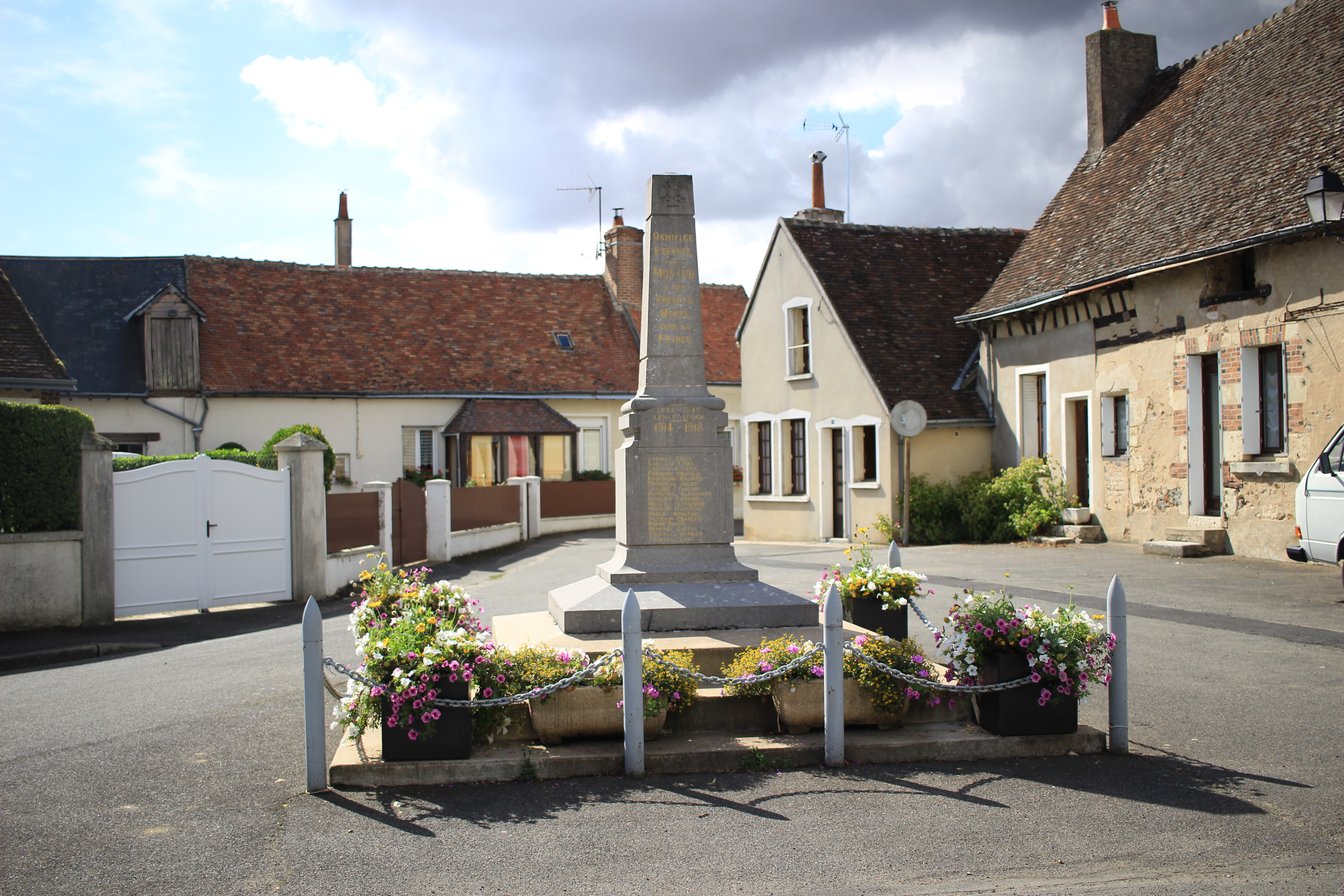
Monument aux morts pour la France, place centrale.

- Un aérodrome privé (LF3759) de type plate-forme ULM se situe dans la commune au lieu-dit "La Tiercerie". Il possède une piste en herbe de 1000 m de long[28].
- L'église Saint-Jean-Baptiste, du XIIe siècle et remaniée au XVIe.

### Héraldique
| Blason de Morand | Blason  | Tiercé en pairle renversé: au 1er de sinople à l'agneau pascal couché d'argent tenant une croix haute d'or à l'oriflamme d'argent chargé d'une croisette de gueules, au 2e de gueules à la gerbe d'or, au 3e d'argent à trois fasces ondées d'azur et à la fleur de lis d'or brochant sur les fasces |
| Blason de Morand | Détails | Création Jean-François Binon. |